# Lotus E20
De Lotus E20 is een Formule 1-auto, die in 2012 werd gebruikt door het Formule 1-team van Lotus.

## Onthulling
De E20 werd op 5 februari 2012 onthuld op de site van Lotus. De auto werd bestuurd door Kimi Räikkönen en Romain Grosjean.

## Technisch
| Details   | Details                  |
| --------- | ------------------------ |
| Ontwerper | James Allison            |
| Motor     | Renault 2400 cc V8 (90°) |
| Banden    | Pirelli                  |

## Resultaten
| Resultaat                     |
| ----------------------------- |
| Winnaar                       |
| Tweede plaats                 |
| Derde plaats                  |
| Gefinisht (punten)            |
| Gefinisht (geen punten)       |
| Niet geklasseerd (NC)         |
| Uitgevallen (DNF)             |
| Niet gekwalificeerd (DNQ)     |
| Gediskwalificeerd (DSQ)       |
| Niet gestart (DNS)            |
| Gewond (INJ)                  |
| Uitgesloten (EX)              |
| Teruggetrokken (WD)           |
| Niet deelgenomen (blanco cel) |
| vetgedrukt (pole position)    |
| cursief (snelste ronde)       |

| Jaar | Chassis   | Motor                | Banden | Coureurs          | 1   | 2   | 3   | 4   | 5   | 6   | 7   | 8   | 9   | 10  | 11  | 12  | 13  | 14  | 15  | 16  | 17  | 18  | 19  | 20  | Punten | WK-plaats |
| ---- | --------- | -------------------- | ------ | ----------------- | --- | --- | --- | --- | --- | --- | --- | --- | --- | --- | --- | --- | --- | --- | --- | --- | --- | --- | --- | --- | ------ | --------- |
| 2012 | Lotus E20 | Renault RS27-2012 V8 | P      |                   | AUS | MAL | CHN | BHR | ESP | MON | CAN | EUR | GBR | GER | HUN | BEL | ITA | SIN | JPN | KOR | IND | ABU | USA | BRA | 303    | 4e        |
| 2012 | Lotus E20 | Renault RS27-2012 V8 | P      | Kimi Räikkönen    | 7   | 5   | 14  | 2   | 3   | 9   | 8   | 2   | 5   | 3   | 2   | 3   | 5   | 6   | 6   | 5   | 7   | 1   | 6   | 10  | 303    | 4e        |
| 2012 | Lotus E20 | Renault RS27-2012 V8 | P      | Romain Grosjean   | DNF | DNF | 6   | 3   | 4   | DNF | 2   | DNF | 6   | 18  | 3   | DNF | EX  | 7   | 19  | 7   | 9   | DNF | 6   | DNF | 303    | 4e        |
| 2012 | Lotus E20 | Renault RS27-2012 V8 | P      | Jerome d'Ambrosio |     |     |     |     |     |     |     |     |     |     |     |     | 13  |     |     |     |     |     |     |     | 303    | 4e        |

Red Bull RB8 ·
McLaren MP4-27 ·
Ferrari F2012 ·
Mercedes F1 W03 ·
Lotus E20 ·
Force India VJM05 ·
Sauber C31 ·
Toro Rosso STR7 ·
Williams FW34 ·
Caterham CT01 ·
HRT F112 ·
Marussia MR01